# De Utrecht (schip, 2003)
Het statenjacht De Utrecht is de historische reconstructie van een jacht zoals dat oorspronkelijk zou zijn gebouwd in 1746. Het schip is tussen 1998 en 2003 in vijfenhalf jaar tijd door scheepsbouwers en beeldsnijders in het kader van een scholings- en werkgelegenheidsproject in de stad Utrecht gebouwd, waarbij zo veel mogelijk gebruik is gemaakt van de oorspronkelijke materialen en bouwmethoden. Voor de bouw is ongeveer 300 m3 eikenhout gebruikt, afkomstig uit bossen in Denemarken die 200 jaar geleden met Hollandse eikels zijn aangeplant. Het schip ligt van april tot november in Volendam, 's winters in de Veilinghaven aan de Van Zijstweg in Utrecht.

## Het ontwerp
De bouwtekeningen voor het schip zijn gemaakt door C.A. Emke, aan de hand van een originele tekening uit 1746 van Pieter van Zwijndregt (1711-1790). Deze tekening is aanwezig in de collectie van het Maritiem Museum Rotterdam. De oorspronkelijke tekeningen werden gemaakt in opdracht van de VOC-Kamer Rotterdam.

## De bouw
Verantwoordelijk voor de bouw van de reconstructie van het statenjacht was Utrechts timmerbedrijf Sars Houtbouw:
- Kees Sars (bouwmeester);
- Anton van de Heuvel (assistent bouwmeester);
- Cees van Soestbergen (beeldsnijmeester).

De bouw, die in 2003 werd voltooid, is beschreven in een boek van A. Hoving: Het Statenjacht Utrecht.

## Beeldsnijwerk

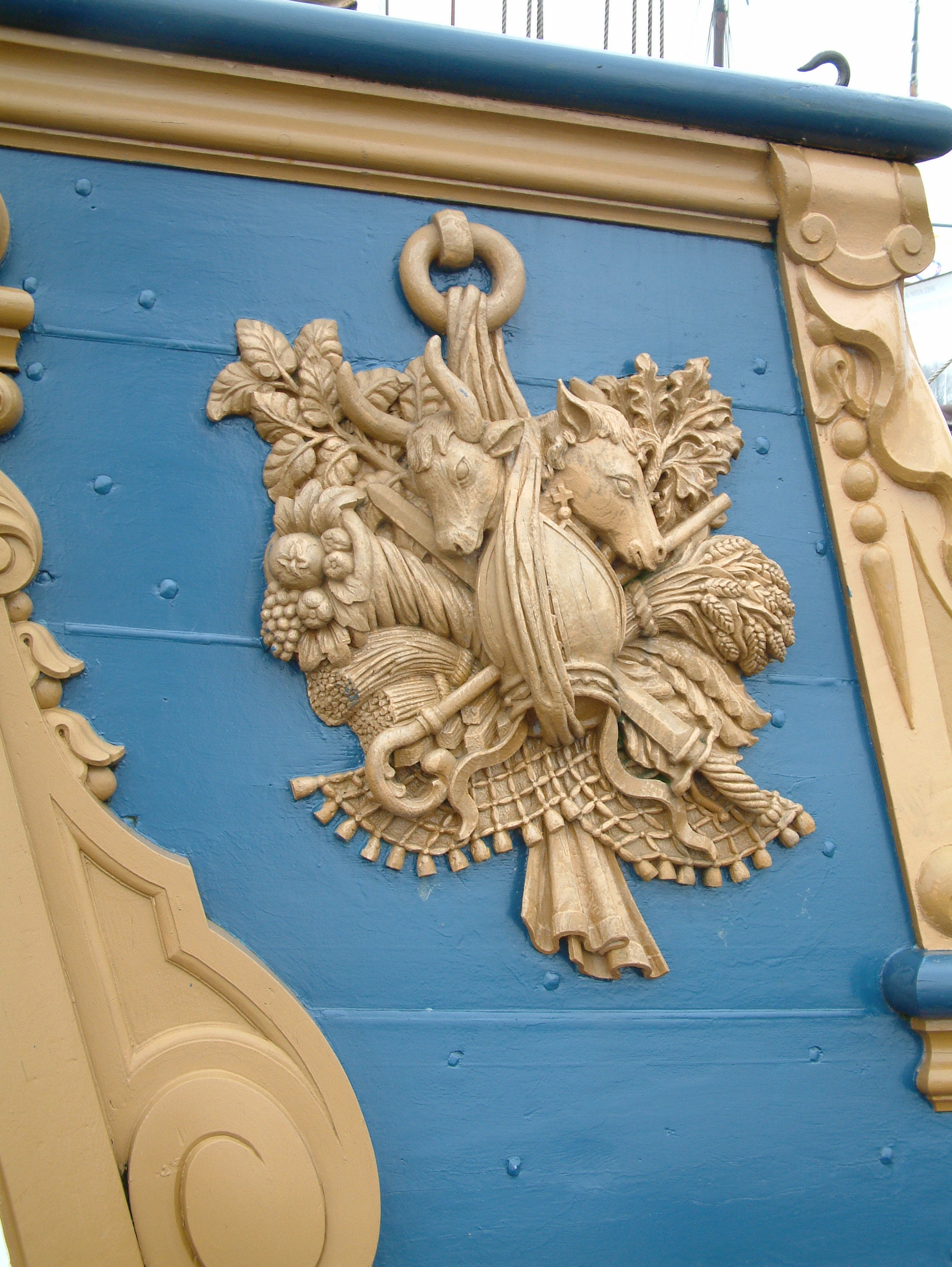
Detail van de Utrecht aan wal in Enkhuizen (afgebeeld is de trofee)

Het het beeldsnijwerk is gebaseerd op stijlvoorbeelden uit tekeningen en schilderijen van andere statenjachten. De hier getoonde beeltenis (trofee) is aan weerszijden op de zijkant van het paviljoen aangebracht. Er zijn motieven in verwerkt die betrekking hebben op Utrecht in het midden van de achttiende eeuw:
- mijter en bisschopsstaf → symbolen van de geestelijke macht;
- zwaard → wereldlijke macht;
- eikenbladeren → bosbouw;
- graan → akkerbouw;
- hoorn des overvloeds → fruitteelt;
- tabaksbladeren → tabakscultuur;
- biezen → vlechtwerk;
- turf → brandstof;
- visnet → zoetwatervisserij;

Een ring met doek houdt de samenstellende delen bijeen.
Ook markant zijn de leeuw met vergulde kroon als boegbeeld van het schip, de kransen om de schietgaten, de stroomgoden aan weerszijden van het paviljoen en de rijkelijk geornamenteerde spiegel.

## Gebruik
's Zomers heeft het schip Volendam als thuishaven, van daaruit worden met groepen tochten over het IJsselmeer gevaren. Eerder lag het schip tijdens de zomermaanden in Muiden, bij het Muiderslot.
Sinds 2013 wordt het jacht tijdens het winterse verblijf in de Veilinghaven te Utrecht gebruikt als horecagelegenheid. Tijdens de winter vindt ook onderhoud aan het schip plaats.